# Perle Bugnion-Secrétan
Perle Bugnion-Secrétan (Colombier, 14 november 1909 - Crans-près-Céligny, 28 januari 2004) was een Zwitserse feministe en vertaalster.

## Biografie

### Afkomst en opleiding
Perle Bugnion-Secrétan was een dochter van Isaac Secrétan, een officier, en van Violette Renevier. Ze studeerde aanvankelijk rechten, maar maakte deze studie niet af. Later volgde ze een opleiding als vertaalster. Ze was getrouwd met Frank Bugnion, een ingenieur.

### Carrière
Bugnion-Secrétan stond van 1957 tot 1967 aan de leiding van de Mouvement suisse des éclaireuses. Van 1963 tot 1975 was ze lid van het comité van de World Association of Girl Guides and Girl Scouts. Tevens vertegenwoordigde ze deze organisatie bij de Verenigde Naties en de UNESCO. Tussen 1957 en 1975 was ze tevens lid van de Zwitserse Unesco-commissie.
Daarnaast was ze voorzitster van de commissie internationale relaties van de Bund Schweizerischer Frauenorganisationen. In 1975 werd ze vicevoorzitster van de werkgroep 'La Suisse pendant l'année de la femme'. In 1981 was ze betrokken bij het bevolkingsinitiatief voor gelijke rechten voor mannen en vrouwen. Vanaf 1974 was ze redactrice bij het tijdschrift Femmes suisses.
Ze was ook bezielster en voorzitster van een werkgroep voor de toetreding van Zwitserland tot de Verenigde Naties. Ook zette ze zich in voor de aansluiting van Zwitserland bij de Europese Economische Ruimte.

## Werken
- (de)  Menschenrechte, 1948-1968, 1970.
- (fr)  Mère Agnès: abbesse de Port-Royal, 1996.